# Войцех Алаборський
Во́йцех Алабо́рський (пол. Wojciech Alaborski; 23 вересня 1941, Дрогобич — 5 квітня 2009, Варшава, Польща) — польський актор театру, кіно та телебачення.

## Життєпис
У 1963 році закінчив навчання в Державній Вищій театральній школі в Кракові.
Могила актора знаходиться на Вольському цвинтарі у Варшаві.

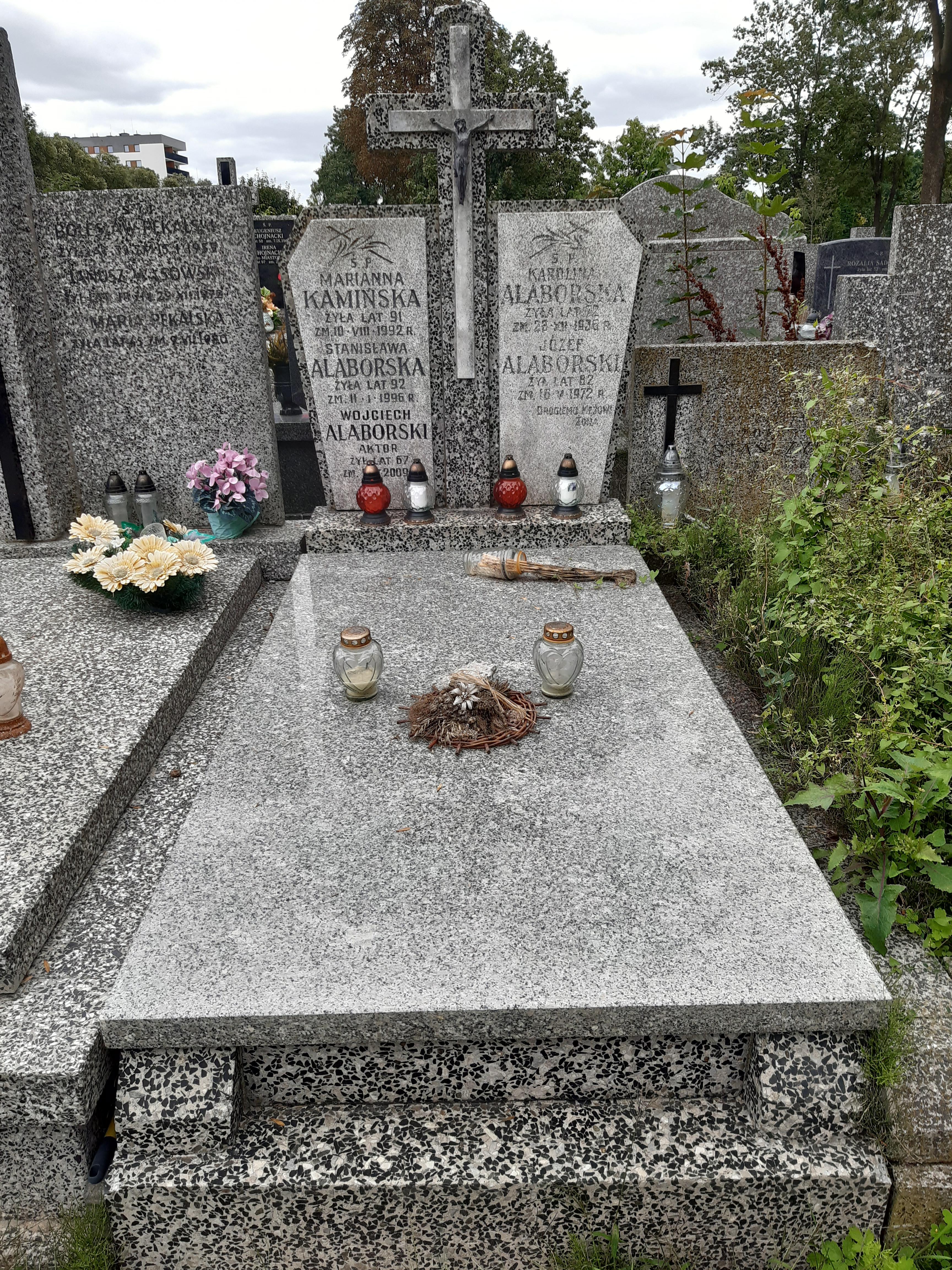
Могила Войцеха Алаборського на Вольському цвинтарі

## Театр
У 1963—1966 роках працював у Польському театрі в Бельсько-Бялій. У 1966—1968 роках був актором Національного театру у Варшаві, а в 1968—1970 роках — Сучасного театру у Варшаві. З 1970 року виступав у варшавському Польському театрі.

### Вибрані театральні вистави
- 1962: Вогонь і попіл (реж. Єжи Калішевський) в ролі Бельмасса
- 1964: Візит на землю (реж. Генрик Лотар) в ролі Єжи; Хіпса
- 1964: Як вам це сподобається (реж. Анджей Макаревич) в ролі Орландо
- 1965: Андромаха (реж. Мечислав Гуркевич) в ролі Ореста
- 1965: Дзяди (реж. М. Гуркевич) в ролі Густава-Конрада / Адольфа
- 1967: Кордіан (реж. Казімеж Деймек) в ролі Кордіана
- 1967: Дзяди (реж. К. Деймек) в ролі Фелікса; Диявола; Юнака
- 1969: Американський ідеал Amerykański ideał (реж. Анджей Лапіцький) в ролі Юнака
- 1970: На склі мальоване (реж. Август Ковальчик) в ролі Розбійника Ламаги
- 1972: Смерть губернатора Śmierć gubernatora (реж. Галина Махульська, Ян Махульський) в ролі отця Анастазія
- 1975: Отелло (реж. А. Ковальчик) в ролі Кассіо
- 1975: Доктор Юдим Doktor Judym (реж. Ян Махульський) в ролі Доктора Юдима
- 1975: Пігмаліон (реж. Анна Мінкевич) в ролі Фреда
- 1981: Пан Тадеуш (реж. А. Ковальчик) в ролі Бартломея на прізвисько Прусак
- 1984: Дванадцята ніч, або Як собі хочете (реж. Єжи Раковецький) в ролі Антоніо
- 1984: Весілля (реж. К. Деймек) в ролі Привида
- 1984: Дівочі обітниці (реж. Анджей Лапіцький) в ролі Альбіна
- 1987: Кордіан (реж. Ян Енглерт) в ролі Великого Князя
- 1991: Щастя Франя (реж. Богдан Баер) в ролі Отоцького
- 1992: Піпшоу (реж. Міхал Павліцький) в ролі батька Віллі
- 1996: Довічне ув'язнення (реж. А. Лапіцький) в ролі Рафала Лагени
- 2000: Бівуак просто неба Biwak pod gołym niebem (реж. Ян Кульчинський) в ролі Ірода
- 2003: Буря (реж. Ярослав Кіліян) в ролі Гонсало
- 2006: Три сестри (реж. Кристина Янда, Наташа Паррі) в ролі Ферапонта

## Фільмографія
- 1970: «Колумби» (телесеріал)
- 1972: «Перлина в короні»
- 1975: «Ночі і дні»
- 1975: «Директори» Dyrektorzy — в ролі учасника зборів
- 1977: «Знак орла» Znak orła — в ролі комтура фон Плаўена
- 1977: «Захисні кольори»
- 1977: «Пристрасть» — в ролі Веселовського
- 1977: «Акція під Арсеналом» — в ролі Флоріана Марциняка
- 1978: «Бестія» — в ролі Павла
- 1979: «Поруч» Obok — в ролі Артура Карча
- 1980: «Королева Бона» — в ролі Анджея Гурки, каштеляна каліського (сер. 8, 9 та 11)
- 1981: «Людина із заліза»
- 1981: «Найдовша війна сучасної Європи» — в ролі Войцеха Корфанти (сер. 13)
- 1982: «Попілець» — в ролі Ніжинського
- 1989: «Канцлер» — в ролі Анджея Зборовського
- 1989: «Моджеєвська» — в ролі Костянтина Лобойка
- 1992: «Велика невдача»
- 1999: «Пан Тадеуш»
- 1999: «Перший мільйон»
- 1999, 2000, 2006: «На добре і на зле» (телесеріал)
- 2000: «Медові роки» — в ролі Мєтека Цапали
- 2001: «Маршал Пілсудський» — в ролі Владислава Мазуркевича, лікаря, який допомагав Пілсудському втекти з психіатричної лікарні в Петербурзі
- 2004–2005: «Плебанія» (телесеріал) — в ролі органіста Тадеуша Гжиба, брата Яна
- 2005: «Кримінальні» — в ролі бізнесмена Януша Гавронського (сер. 15)
- 2006–2008: «На Вспу́льній» (телесеріал) — в ролі адвоката Яна Розтоцького

## Нагороди та відзнаки
- 1966 — Нагорода на VI Каліських театральних зустрічах за роль Густава-Конрада у Дзядах у Польському театрі в Бельсько-Бялій
- 1974 — Нагорода на Загальнопольському огляді професійних театрів у Щецині за ролі в Homo Mollis
- 1988 — Срібний Хрест Заслуги